# Appaloosa Interactive
A vállalatot Novotrade International néven 1993-ban alapították a Novotrade Rt. játékfejlesztési részének leválasztása során.
A cég 1996-ban vette fel az Appaloosa Interactive nevet, a székhelyet pedig a kaliforniai irodájukba, Palo Altoba helyezték át, ahol az anyavállalat és a két magyar fejlesztőstúdió tulajdonosának volt a központja. Ekkor vásárolt tulajdonrészt a cégben a Sega.
A legismertebb munkájuk az Ecco the Dolphin játéksorozat, amit a Sega számára készítettek, de az Impossible Mission II és az általuk készített két Contra játék még tovább növelte elismertségüket. A legutolsó játékuk a 2006-ban megjelent Jaws Unleashed, ami a Cápa című filmen alapult és vegyes kritikai fogadtatásban részesült.
Azóta nem hallattak maguk felől, 2008. június 5-e óta pedig a weboldaluk sem elérhető.

## Játékok
| - The Adventures of Batman and Robin - Airball (Nintendo Entertainment System változat, nem jelent meg) - Around The World In 80 Days - California Games (Sega Genesis változat) - California Pro Golf - Castlevania (Commodore Amiga változat) - Catch a Thief - Circus Games - Contra: Legacy of War - C: The Contra Adventure - Cyborg Justice - Ecco the Dolphin - Ecco: The Tides of Time - Ecco Jr. - Ecco the Dolphin: Defender of the Future - Exosquad - Galaxy Force II - Garfield: Caught in the Act - Golf Construction Set - Grossology - Holyfield Boxing - Richard Scarry: How Things Work in Busytown - Impossible Mission II - The Jungle Book - Jaws Unleashed - Karateka - Kolibri - Magic School Bus: Space Exploration Game - Museum Madness - Peter Pan | - Power Rangers Jigsaw Puzzles - Power Rangers PowerActive Math - Power Rangers PowerActive Words - Power Rangers Print Kit - RBI Baseball - Richard Scarry: Busytown - Sentinel Worlds I: Future Magic - The Simpsons - Sports-A-Roni - Sky Target - South Park (PlayStation-változat) - Starship Andromeda - Star Trek: Deep Space Nine - Sub Battle Simulator - Super Action Football - Tails and the Music Maker - The Lost World: Jurassic Park - Three Dirty Dwarves - Tiny Tank: Up Your Arsenal - Tomcat Alley (Microsoft Windows változat) - USS Stinger - Wacky Races - Water Polo - Wild West - Wilson Pro Staff Golf - World Karate Championship - World Trophy Soccer |

## Külső hivatkozások
- Appaloosa Interactive. Video Game Music Preservation Foundation
- Appaloosa Interactive. Sega Retro
- Appaloosa logo. Closing Logo Group. [2022. augusztus 19-i dátummal az eredetiből archiválva]. (Hozzáférés: 2022. augusztus 19.)
- Appaloosa Interactive Games. IGN Hungary
- Appaloosa interactive company. Internet game database (Twitch)